# Городовенко Нестор Феофанович

Погруддя Нестора Городовенка на «Алеї Героїв Лохвиччини», Лохвиця

Не́стор Феофа́нович Городове́нко (9 (21) листопада 1885 — 21 серпня 1964, ) — український хоровий диригент, художній керівник капели «Думка», заслужений артист УРСР. Після німецько-радянської війни емігрував в Канаду.

## Біографія
Нестор Феофанович народився у Венславах на Полтавщині (нині Лохвицького району Полтавської області).
1907 року закінчив Глухівський педагогічний інститут, працював у навчальних закладах міста Лохвиці, Переяслава, с. Ольгополя (тепер Вінницька область), де викладав співи й керував хорами.
Починаючи від 1917 року Нестор Городовенко — в Києві: спершу викладач 2-ї української гімназії, керівник хорів університету і Всеукраїнської вчительської спілки, у 1919—37 роках — художній керівник і головний диригент капели «Думка», у 1937—42 роках — диригент Українського ансамблю пісні і танцю.
Улітку 1920 року з Першою мандрівною капелою Дніпросоюзу здійснив велике гастрольне турне містами і селами Лівобережної України, давши 31 концерт.
Творчу діяльність Н. Городовенко поєднував з педагогічною — викладав у Київському музично-драматичному інституті ім. М. Лисенка (від 1930 року), керував його диригентським відділенням.
У листопаді 1924 року за ініціативи Н. Городовенка  та за його безпосередньою участю була проведена Перша Київська Хорова Олімпіада.
Під час німецької окупації УРСР був диригентом Української народної хорової капели в Києві (1942—1943 рр.), керівником хору ім. М. Леонтовича Інституту народної творчості у Львові (1943—1944 рр.). Можливо, саме у Львові він познайомився з Григорієм Китастим та Іваном Багряним, з якими його об'єднували дружні стосунки.
У 1944 р. виїхав до Німеччини, де 1945 р. організував хор «Україна». З 1949 р. постійно жив у Канаді (м. Монреаль), де керував хором «Україна».
Спогади про митця залишили відомий співак, режисер і педагог Олександр Колодуб, який починав свою вокальну кар’єру в капелі «Думка», та колишня солістка цієї капели Ганна Шерей, яка протягом десяти років була дружиною Нестора Городовенка.

## Вшанування пам'яті
У місті Полтава провулок Чайковського перейменовано на провулок Нестора Городовенка.
У місті Лохвиця вулицю Федоряка перейменували на вулицю Нестора Городовенка.